# Allocotocera fagi
Allocotocera fagi är en tvåvingeart som först beskrevs av Marshall 1896.  Allocotocera fagi ingår i släktet Allocotocera och familjen svampmyggor. Inga underarter finns listade i Catalogue of Life.